# Aiouea saligna
Aiouea saligna är en lagerväxtart som beskrevs av Carl Daniel Friedrich Meisner. Aiouea saligna ingår i släktet Aiouea och familjen lagerväxter. Inga underarter finns listade i Catalogue of Life.